# 디지털 방송

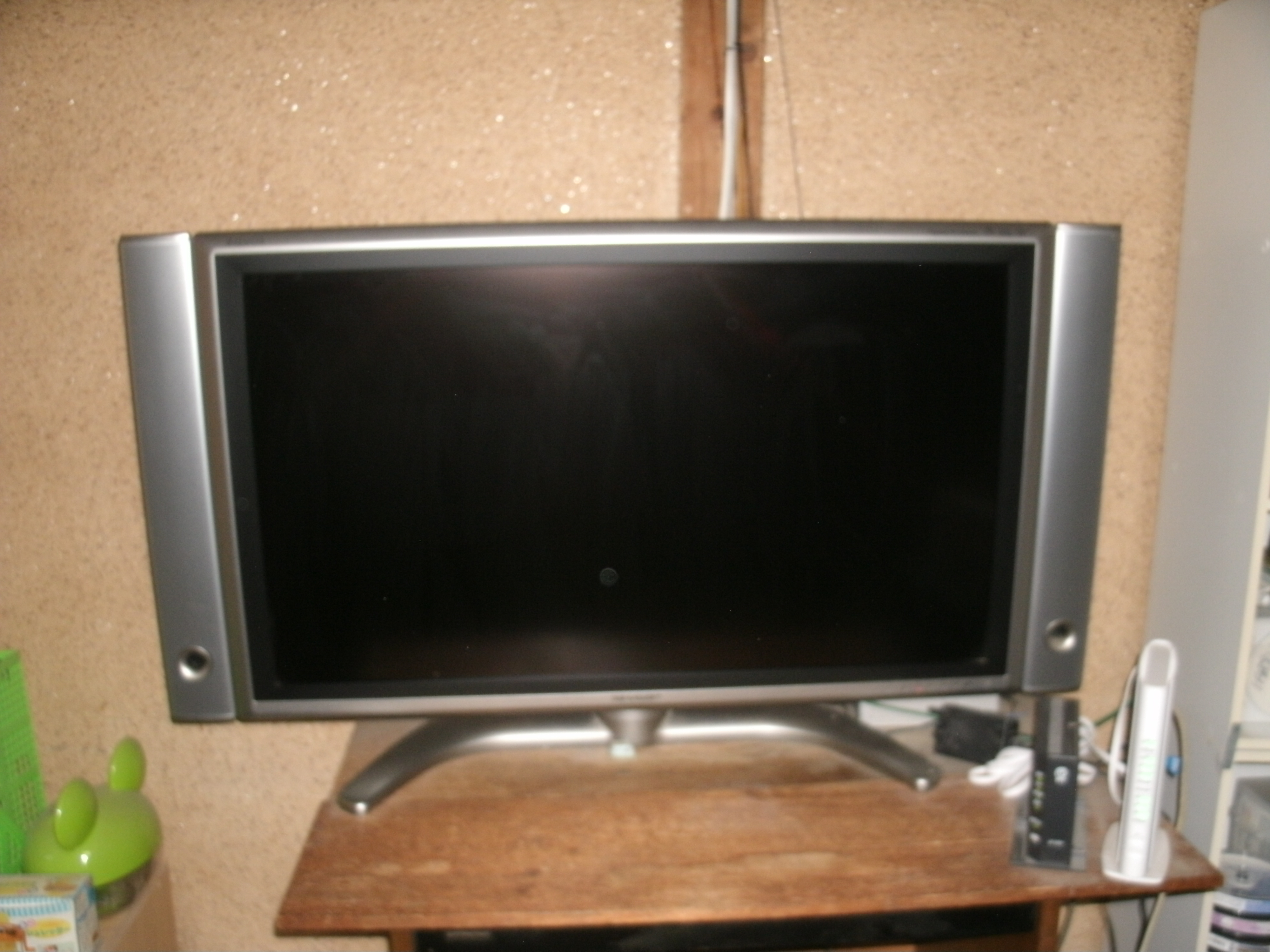

디지털 방송은 디지털 데이터를 이용하는 방식으로, 이는 단순히 텔레비전 채널뿐 아니라, 라디오 주파수 대역에 이르기까지 다양한 용도로 이용된다. 특히 위성 텔레비전처럼 텔레비전에 대한 디지털 방식의 이용은 널리 쓰이고 있지만, 라디오에 채택하는 속도는 더딘 편이다.

## 텔레비전
제작과정에서 사용되는 비디오카메라, VTR 등의 기기들도, 마지막 수신과정에서 방송신호 역시 모두 디지털 방식이다. 기존 아날로그 방송에 비해 좀 더 다양하고 폭 넓은 서비스를 받을 수 있고 고화질, 고음질의 특성을 띈다. 또한 쌍방향 서비스가 가능해져 흔히 지능형 TV라고도 한다. 대한민국에서는 기존 아날로그 방송에서 2001년도 이후로 지상파TV방송 디지털화가 시작되었고 아날로그 방송과 디지털 방송이 동시에 방송되다가 2012년에 전국적으로 디지털 방송으로 전환이 되어 아날로그 방송이 완전 종료 됐다. 디지털방송을 시청하기 위해서는 디지털 TV나 셋톱박스가 필요하다. 디지털 TV는 디지털 방송의 특성에 맞게 이를 시청할 수 있도록 구성된 것으로 디지털 방송 도입 당시에는 아날로그 TV에 비해 다소 가격부담이 컸다. 셋톱박스는 각 방송국으로부터 송신되는 방송의 신호를 변환하여 각 기기로 전달하는 중간 수신장치이다. 디지털 방송이 되지 않는 기기에 대비한 것으로 기존 아날로그 TV에도 이 선을 연결하여 디지털 방송을 시청할 수 있다.
전송매체에 따라 지상파TV, 위성 TV, 케이블 TV로 나뉜다. 전송방식에 따라서는 ATSC, DVB-T, ISDB-T로 나뉜다.

### 역사
1998년 9월에 영국 BBC 방송국에서 세계 최초로 지상파 디지털방송을 시작하였다. 직접 위성 방송(DBS—direct broadcasting by satellite )흔히 말하는 디지털위성방송이 시작되었던 미국에서는 그 해 11월 10여개의 도시에서 지상파 디지털방송을 개시하였다. 2000년 9월에 대한민국에서는 첫 디지털TV 시험방송을 시작하여 2001년 11월부터 서울과 수도권 중심으로 본 방송이 실시되었다.

#### 미국
1998년 지상파가 처음으로 디지털 TV가 송출한 이래 미국 디지털 TV는 2003년을 기점으로 점차 확대되기 시작했다. 동시에 고화질의 HD 방식의 프로그램들이 확대되면서 2003년부터 스포츠 경기 및 스포츠 이벤트 중계방송이 HD방송의 킬러콘텐츠로 부각되기 시작했다. 현재는 8~90%의 방송사가 디지털 방송을 실시하고 있다. 최근에는 DVR 서비스가 큰 인기를 끌고있다. 이는 DVR 서비스 업체인 Tivo가 시청자가 자신이 원하는 쇼, 프로그램, TV시리즈 등을 DVR에 저장하여 원하는 시간에 광고 없이 시청할 수 있는 서비스를 제공하면서 시작되었다.

#### 영국
1998년 BSkyB의 디지털 위성방송 도입으로 유럽 국가들 가운데 가장 빠르고 성공적인 디지털TV 서비스를 개시 했다. 디지털 지상파 또한 초기 ONdigital의 혼란에도 불구하고, 현재는 프리뷰를 통해 안정적으로 성장해 나가고 있다. 2004년에는 세계에서 처음으로 디지털 TV 보급률이 50%를 넘어섰으며, 최근까지도 그 상승세는 이어지고 있다. 2005년 12월 기준, 영국에서 디지털 TV 서비스를 이용하고 있는 가구는 총 방송 수신 가구의 69.5%를 차지하였다.

#### 독일
독일연방정부는 모든 TV 전송매체의 디지털화를 오는 2010년까지 완료한다는 계획을 지난 1998년 8월 24일 발표했다. 이에 따라 2003년 독일의 수도권 베를린/포츠담 지역에 세계 최초로 지상파의 완전한 디지털화가 구현되었다. 그러나 독일 방송시장 구조는 케이블방송이 58%, 위성방송이 38%를 점유하고 있어 현재 독일의 지상파 방송의 비중은 5%내외에 불과하다.

### 특징
- 고품질, 고음질

기존 아날로그 방송은 방송신호가 다른 신호와 섞여서 Ghost현상 등이 발생했지만 0과1만을 인식하는 디지털방송 방식은 다른 신호와 섞여도 0과1로만 인식하기 때문에 방해를 받지 않고 결과적으로 화질이나 음질이 선명해진다.
- 압축 기술의 발달

6Mbps의 대역폭에 한 개의 프로그램 전송만 가능했던 아날로그 방송과 달리 디지털 방송은 고화질로 동시에 많은 양의 데이터 압축이 가능하여 동일한 대역폭에서 여러개의 프로그램을 보낼 수 있으므로 한 채널에 3~5개의 프로그램을 방송할 수 있다.
- 양방향 서비스

텔레비전으로는 방송 청취만 가능하다는 고정 관념을 깨고 인터넷, 쇼핑, 게임 등 다양한 서비스를 즐기면서 쌍방향 커뮤니케이션이 이루어진다. 시청자는 방송을 보는 동시에 TV를 통해 원하는 서비스를 선택하고 사용하게 된다. 이로써 더 이상 TV 시청만 하는 수동적인 시청자가 아닌 능동적인 시청자의 개념이 생겨나게 된다.

## 라디오
- 영국에서 FM 방송 대역은 매우 제한되어 있는 편이다. 세 개의 BBC 서비스에서만 디지털 방식으로 제공된다. (BBC 라디오1, BBC 라디오 2, BBC 라디오 3) 대부분의 지역에서 BBC 라디오 4는 FM으로도 방송되지만 일부 지역에서는 FM의 공간 부족으로 AM(중파)과 장파를 이용한다.
- 캐나다에서는 CBC 라디오 1, CBC 라디오 2, Première Chaîne, 이스페이스 뮤지크에 디지털 방송을 운영한다.
- 남아시아에서 스리랑카 방송회사에서 콜롬보 지역에서 FM 라디오 기지국을 운영한다.

## 같이 보기
- 방송
- 디지털 텔레비전
- 통합 서비스 디지털 방송
- 디지털 멀티미디어 방송
- 디지털 오디오 방송
- 디지털 비디오 방송